# 한진칼
한진칼은 2013년 대한항공의 인적분할로 설립한 한진그룹의 지주회사이다.

## 역사
한진그룹은 그룹의 지배구조를 선진화하기 위해 2013년 8월 대한항공을 인적분할해서 지주회사인 한진칼을 설립했다.